# S/2007 S 5
S/2007 S 5 — природний супутник Сатурна. Відкритий Скоттом Шеппардом, Девідом Джуїттом та Дженом Кліна, Едвардом Ештоном, Бреттом Гледменом, Жан-Марком Петі та Майком Александерсеном 3 травня 2023 року на основі спостережень, зроблених між 5 січня 2006 року та 9 липня 2021 року.
S/2007 S 5 має близько 4 кілометрів у діаметрі велика піввісь — 15 835 700 км, орбітальний період — 746,88 земної доби, обертається навколо Сатурна під нахилом 158,4° до площини екліптики, ексцентриситет орбіти — 0,116. S/2007 S 5 належить до скандинавської групи, його орбіта досить кругла через низький ексцентриситет, на відміну від інших неправильних супутників.